# Sucha (województwo warmińsko-mazurskie)
Sucha – kolonia w Polsce, w województwie warmińsko-mazurskim, w powiecie elbląskim, w gminie Młynary.
Do 2023 miejscowość była częścią wsi Sąpy.
W latach 1975–1998 Sucha administracyjnie należała do województwa elbląskiego.